# Broken River (Clarke River)
Der Broken River ist ein Fluss im Osten des australischen Bundesstaates Queensland.

## Geographie

### Flusslauf
Der Fluss entspringt in der Montgomery Range, einem Teil der Great Dividing Range, rund 160 Kilometer nordnordöstlich von Hughenden und fließt nach Osten. Etwa 10 Kilometer östlich des Mount Tabletop mündet er in den Clarke River.

### Nebenflüsse mit Mündungshöhen
- Bullock Dray Creek – 651 m
- Dingo Creek – 567 m
- Mount Brown Creek – 565 m
- Montgomery Creek – 555 m
- Page Creek – 539 m
- Dosey Creek – 523 m
- Gorge Creek – 478 m
- Poley Cow Creek – 473 m
- Back Creek – 465 m
- Craigie Creek – 458 m[1]